# Boogie Oogie Oogie
«Boogie Oogie Oogie» es una canción interpretada por la banda estadounidense A Taste of Honey. Fue publicado como el primer sencillo de la banda el 19 de mayo de 1978 a través de Capitol Records.

## Galardones
| Año  | Premio         | Categoría                                             | Resultado | Ref.  |
| ---- | -------------- | ----------------------------------------------------- | --------- | ----- |
| 1978 | Premios Grammy | Mejor interpretación de R&B de un dúo o grupo con voz | Nominado  | [ 5 ] |
| 1978 | Premios Grammy | Mejor canción R&B                                     | Nominado  | [ 5 ] |

## Posicionamiento

### Gráfica semanal
| Gráfica (1978)                                   | Pico de posición |
| ------------------------------------------------ | ---------------- |
| Alemania (Official German Charts)                | 40               |
| Australia (Kent Music Report)                    | 18               |
| Bélgica (Flandes) (Ultratop 50 Singles)          | 24               |
| Canadá (RPM Top Singles)                         | 2                |
| Canadá (RPM Top Dance/Urban Singles)             | 1                |
| Estados Unidos (Billboard Dance Club Songs)      | 1                |
| Estados Unidos (Billboard Hot 100)               | 1                |
| Estados Unidos (Billboard Hot R&B/Hip-Hop Songs) | 1                |
| Estados Unidos (Cashbox Top 100)                 | 1                |
| Irlanda (Irish Singles Chart)                    | 9                |
| Nueva Zelanda (Recorded Music NZ)                | 2                |
| Países Bajos (Single Top 100)                    | 32               |
| Reino Unido (UK Singles Chart)                   | 3                |

### Gráfica de fin de año
| Gráfica (1978)                     | Pico de posición |
| ---------------------------------- | ---------------- |
| Canadá (RPM Top Singles)           | 28               |
| Estados Unidos (Billboard Hot 100) | 9                |
| Estados Unidos (Cashbox Top 100)   | 7                |
| Nueva Zelanda (Recorded Music NZ)  | 16               |
| Reino Unido (UK Singles Chart)     | 26               |

### Gráfica de todos los tiempos
| Gráfica (1958–2018)                | Pico de posición |
| ---------------------------------- | ---------------- |
| Estados Unidos (Billboard Hot 100) | 188              |

## Certificaciones y ventas
| País                  | Certificación | Ventas    |
| --------------------- | ------------- | --------- |
| Estados Unidos (RIAA) | Platino       | 1,000,000 |